# 작전계획 5015
작전계획 5015(Operational Plan 5015; OPLAN 5015), 간단하게 "작계 5015"로 부르는 이 군사 작전 계획은 북한과의 전면전에만 초점을 두고 있던 작전계획 5027를 개선한 후속 계획이다. 작전계획 5027를 수정하여 전시 작전통제권 반환 이후에도 전면전과 국지전, 북한의 대량살상무기에도 대응할 수 있도록 설계되었다.
2010년 10월에 열린 제42차 한미 안보협의회(SCM)에서 각국 국방장관의 합의로 제안되었고, 2015년 6월 한미연합군사령부 사령관 커티스 스캐퍼로티 대장과 합동참모본부 의장 최윤희 대장이 서명하면서 발효되었다. 이후 8월 27일에 공보부에서 언론을 발표하여 작계5015의 존재가 세상에 알려졌다.

## 선제타격
기존의 작계는 방어개념이었지만, 새 작계는 선제타격으로 전환했다. 한미 연합군은 북한 핵심시설 700곳 이상을 유사시 선제타격할 계획이다.
박근혜 정부인 2016년에는 한미 연합군이 합동훈련을 했지만, 문재인 정부인 2017년부터는 실제적 훈련을 하지 않았다.
합동요격지점(JDPI)은 700개다. 이라크전에서 선보였던 이른바 '충격과 공포(Shock and Awe)' 작전이다. 이를 위해 현무-2 탄도미사일, 현무-3 순항미사일, 800km 탄도탄, 초음속 순항미사일, 타우러스 공대지 미사일 등이 동원된다. 선제공격에는 미군도 가세한다. 주일미군기지의 이지스급 순양함과 구축함은 시리아 공군기지 폭격에 사용된 토마호크 크루즈 미사일 수백 발을 장착하고 있다. 원자력추진 잠수함도 동원된다.오하이오급 잠수함은 핵미사일과 토마호크 크루즈 미사일을 장착하고 있다. 공군도 합류한다. 괌의 앤더슨 공군기지에서 B-2 스텔스 폭격기, 미 본토에서는 B-1B 전략폭격기, 일본 이와쿠니 공군기지의 F-35A 스텔스 전투기를 비롯한 F-22 랩터가 출동한다.
언론에 보도된 합동요격지점(JDPI) 700곳은 다음과 같다.
- 김정은 북한 국방위원회 제1위원장 집무실
- 영변 핵시설
- 주요 북한군 지휘부 시설
- 주요 미사일 기지
- 이동식 미사일 발사대
- 북한이 보유하고 있는 세균보관시설
- 세균을 실은 미사일을 발사 할 수 있는 이동수단

## 같이 보기
- OPLAN
  - 작전계획 5026
  - 작전계획 5027
  - 작전계획 5030
- CONPLAN
  - 개념계획 5029
  - 개념계획 5055
- 충격과 공포

## 참고
1. ↑  박병수 (2015년 8월 27일). “한·미 ‘작계 5015’…한반도 유사시 북 핵·미사일 선제 타격”. 한겨레. 2015년 9월 17일에 확인함.
2. ↑  정충신 기자 (2016년 3월 7일). “<뉴스 & 분석> ‘방어에서 700곳 선제타격으로’… 韓美훈련 대전환”. 《영변 핵시설·평양 수뇌부 등 핵심시설 타격 훈련에 초점 사상최대규모 오늘부터 시작 北 “총공세 진입할 것” 반발》 (문화일보). 2018년 2월 14일에 확인함.
3. ↑  양낙규 기자 (2017년 7월 6일). “오늘도 실사격훈련… 전작권전환이후 참수작전 단독훈련 대비하나”. 《북한의 탄도미사일 발사에 대응한 전날 한미의 실사격훈련에 이어 우리 해군과 공군이 6일 실사격훈련에 나선다》 (아시아경제). 2018년 2월 14일에 확인함.
4. ↑  [양낙규의 Defence Club]북도발 땐 전면전 시나리오 … 실현 가능성은, 아시아경제, 2020.01.03